# Оштава
Ошта́ва (болг. Ощава) — село в Благоєвградській області Болгарії. Входить до складу громади Кресна.

## Населення
За даними перепису населення 2011 року у селі проживали 66 осіб, усі — болгари.
Розподіл населення за віком у 2011 році:
Динаміка населення: